# Provincia di Chachapoyas
La provincia di Chachapoyas è una provincia del Perù, situata nella regione di Amazonas.

## Geografia antropica

### Suddivisioni amministrative
È divisa in 21 distretti:
- Chachapoyas[2]
- Asunción[3]
- Balsas[4]
- Cheto[5]
- Chiliquín
- Chuquibamba[6]
- Granada
- Huancas
- La Jalca
- Leymebamba
- Levanto
- Magdalena
- Mariscal Castilla
- Molinopampa
- Montevideo
- Olleros
- Quinjalca
- San Francisco de Daguas
- San Isidro de Maino
- Soloco
- Sonche